# Gnomidolon bonsae
Gnomidolon bonsae es una especie de escarabajo longicornio del género Gnomidolon, categorizada en la tribu Hexoplonini, de la subfamilia Cerambycinae. Fue descrita por Martins en 1967.

## Descripción
Mide 8,7-10,2 mm de longitud.

## Distribución
Se distribuye por Bolivia.